# Ḥassān ibn T̠ābit
H̩assān ibn T̠ābit (arabe : حَسَان إِبْن ثَابِت ; mort en 660) était un poète arabe, compagnon de Mahomet.

## Biographie
H̩assān ibn T̠ābit est né à Médine entre 560 et 665, au sein de la tribu des Banu Khazraj. Il a voyagé dans sa jeunesse en Syrie, à Al-Hira et à Damas.
En Syrie, il parvient à se faire admettre dans la cour des Lakhmides et des Ghassanides. Il est ensuite revenu à Médine au temps de l'hégire où il se convertit à l'islam à l'âge de 60 ans en 622. Mahomet l'ayant choisi comme poète, H̩assān ibn T̠ābit devait dans cette fonction, défendre l'islam contre les idolâtres.
Il participait souvent à des concours de poésie et, d'après la tradition, il est parvenu à convertir une tribu entière, les Banu Tamim en sortant vainqueur d'une joute poétique.
Il meurt au début du règne de Muʿawiya en 660.